# Gewerkschaft Wilhelmshall zu Ölsburg
Die Gewerkschaft Wilhelmshall zu Ölsburg in Ölsburg war eine bergrechtliche Gewerkschaft für das Aufsuchen und Gewinnen von Kali- und Steinsalzen.
Sie wurde vor 1872 durch die Heldburg AG für Bergbau, bergbauliche und andere industrielle Erzeugnisse gegründet und errichtete in der Folgezeit das Kaliwerk Wilhelmshall-Ölsburg (betrieben von 1900 bis 1933) bei Ilsede in Niedersachsen.